# Milan Savić
Milan Savić ( nacido el 19 de mayo de 2000 ) es un futbolista profesional serbio y bosnio que juega como extremo.
Savić inició su carrera profesional en Čukarica.

## Carrera

### Carrera temprana
Savić inició su carrera en el club de su ciudad natal, Radnik Bijeljina, antes de incorporarse en 2014 a la cantera del Estrella Roja de Belgrado. En 2018 pasó a formar parte del equipo juvenil del club belga Mechelen.
Savić firmó un contrato con Čukaricki en enero de 2020. Hizo su debut profesional contra Inđija el 6 de junio a la edad de 20 años.
El 11 de septiembre marcó su primer gol como profesional.  En 2025 firmó contrato con el FK Sloga.

## Carrera internacional
Savić ha representado a Bosnia y Herzegovina en todos los niveles juveniles.